# Veronica panormitana
Veronica panormitana är en grobladsväxtart. Veronica panormitana ingår i släktet veronikor, och familjen grobladsväxter.

## Underarter
Arten delas in i följande underarter:
- V. p. bardostensis
- V. p. panormitana